# Axique Paxá

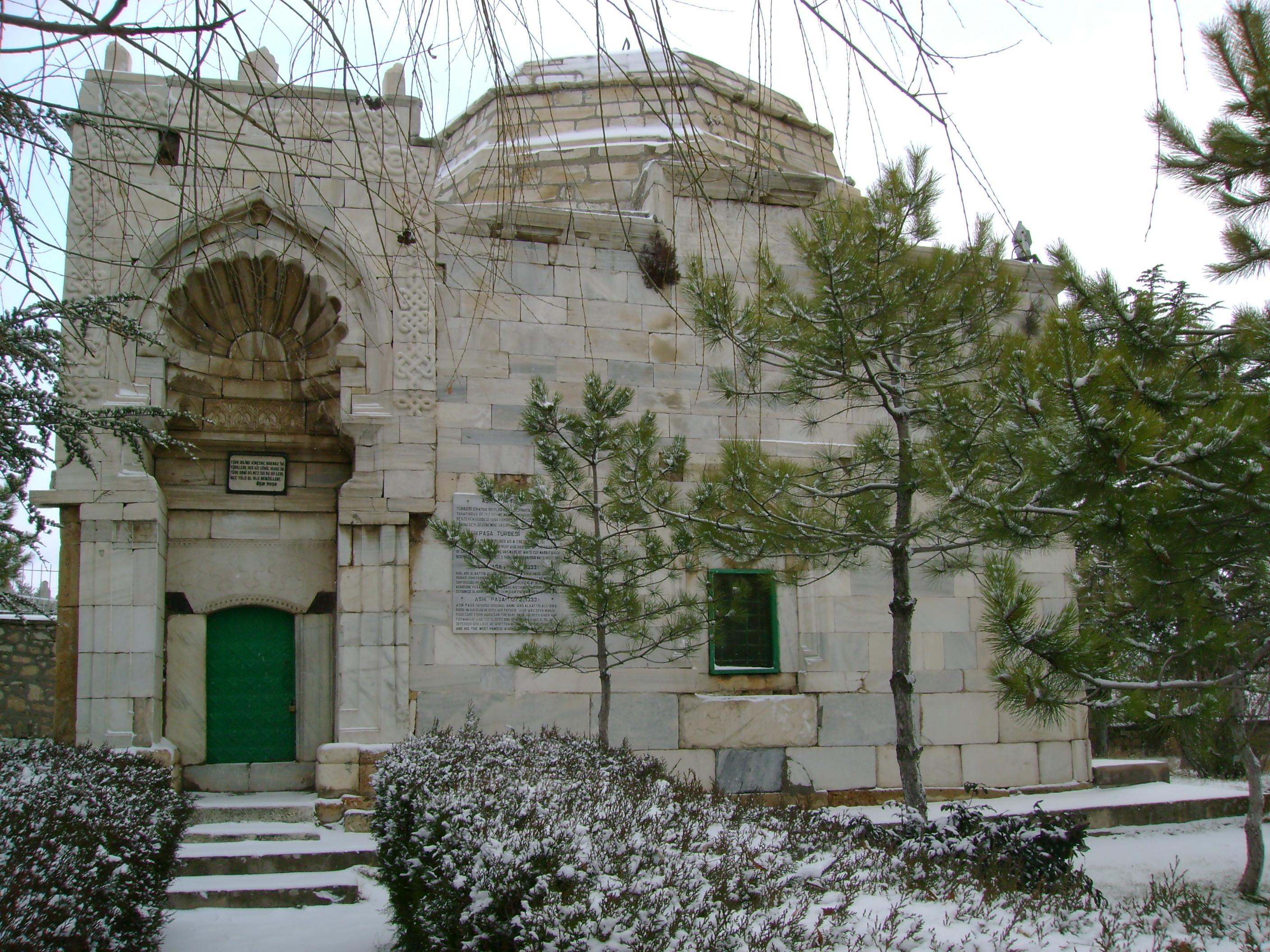
Türbe (mausoléu) de Axique Paxá em Kırşehir

Axique Paxá (em turco: Âşık Paşa; Kırşehir, 1272 — 1333) foi um poeta otomano sufita dos séculos XIII e XIV. Era pai de Elvã Celebi.